# پوکانگوو-کولونگا
پوکانگوو-کولونگا (به لهستانی:  Pokaniewo-Kolonia) یک روستا در لهستان است که در گمینا میلیچتسه واقع شده‌است. پوکانگوو-کولونگا ۱۸۰ نفر جمعیت دارد.